# Ma Gnucci
Ma Gnucci il cui vero nome è Angela De Marco è un personaggio dei fumetti creato da Garth Ennis (testi) e Steve Dillon (disegni), pubblicato dalla Marvel Comics. La sua apparizione avviene in The Punisher n. 4 del 2000.
È una boss criminale, nemica del Punitore.

## Biografia del personaggio
Ma Gnucci è la boss criminale della famiglia Gnucci che opera a New York. La famiglia viene presa di mira dal Punitore; quest'ultimo uccide in poco tempo i tre figli di Ma e suo fratello.
Pronta a vendicarsi, Ma Gnucci si reca allo zoo di Central Park. Qui il Punitore uccide tutti i suoi uomini e lascia la donna in balia di un orso polare; questo le strappa i capelli e la mutila.
Sopravvissuta, Ma Gnucci contatta il Russo per uccidere il suo odiato nemico; il Russo fallisce. Ma Gnucci fa anche torturare Spacker Dave, vicino di casa e amico del Punitore.
Il Punitore la brucerà viva a morte.

## Altri media

### Videogiochi
Ma Gnucci è uno dei boss principali del videogioco Il Punitore del 2004.